# 淮南鸿宝
《淮南鸿宝》大约成书于公元前2世纪，是中国古代有关物理、化学的重要文献。 

## 丛书出处
《淮南鸿宝》的作者是西汉淮南王刘安（前179—前122）所招致的淮南学派所著。《汉书》本传说刘安“为人好书、鼓、琴”，“辩博善为文辞”。又说他曾“招致宾客方术之士数千人，作为《内书》二十一篇，《外书》甚众，又有《中篇》八卷，言神仙、黄白之术，亦二十余万言。”这里所谓的《内书》，就是现今传世的《淮南子》（亦称《淮南鸿烈》）二十一卷。
晋朝葛洪《神仙传》说淮南王“养士数千人，皆天下俊士，作《内书》二十二篇。又中篇八章，言神仙黄白之事，名为鸿宝；万毕三章，论变化之道，凡十万言。”将此与《汉书》本传对比，后世所传《淮南万毕术》则是所谓的《外书》，讲谈变化之道，鲜涉神仙黄白之事。而 《淮南鸿宝》八卷，就是淮南王书的《中篇》，谈论的是炼丹及长生等内容。